# David Bosc
Pour les articles homonymes, voir Bosc.
Œuvres principales
- Sang lié (roman, 2005)
- La claire fontaine (roman, 2013)

David Bosc, né le 7 avril 1973 à Carcassonne, est un écrivain français installé en Suisse.

## Biographie
Il passe son enfance à Saint-Rémy et Aix-en-Provence.
Après avoir suivi sa scolarité en collège et lycée à Avignon, il passe son baccalauréat à Marseille, puis poursuit par des études en sciences politiques à l'Institut d'études politiques d'Aix-en-Provence, avec une année d'études à Sienne. Son mémoire de licence est consacré à l’anarchiste Georges Darien.
Il a ensuite vécu à Paris, Marseille et Varsovie, avant de s'installer en Suisse, à Lausanne, où il travaille aujourd'hui pour une maison d'édition, Noir sur Blanc. Il est marié et père de deux enfants.
En 2014, il reçoit le Prix suisse de littérature pour « La Claire Fontaine », un roman par ailleurs sélectionné pour le Prix Goncourt. En 2016, il rejoint les lauréats romands du Prix Michel-Dentan, avec « Mourir et puis sauter sur son cheval ».

## Publications

### Romans
- Sang lié, roman, Allia, 2005[2].
- Milo, roman, Allia, 2009[3],[4].
- La Claire Fontaine, roman, Éditions Verdier, 2013, 116 pages,  (ISBN 978-2-86432-726-4) (sélectionné pour le Prix Goncourt, le Prix Décembre, le Grand prix Jean-Giono, le Prix Valery-Larbaud, et lauréat des Prix Marcel-Aymé 2013; Prix Thyde Monnier de la SGDL; Prix fédéral de littérature 2014)[5],[6].
- Mourir et puis sauter sur son cheval, roman, Éditions Verdier, 2016  (ISBN 978-2-86432-847-6)[7],[8],[9],[10],[11],[12], Prix Michel-Dentan.
- Le Pas de la Demi-Lune, roman, Éditions Verdier, août 2022.

### Poésie
- L'incendie de l'Alcazar, Éditions Héros-Limite, août 2024.

### Nouvelles
- Relever les déluges, récits, Éditions Verdier, 2017, 94 pages,  (ISBN 978-2-8643-2919-0)
  - contient les quatre récits Farid Imperator, Mirabel, Le grelot, un onagre
- De quel oiseau, nouvelle parue dans "Nefertiti", monographie consacrée au peintre suisse Stéphane Zaech, 2021, Hirmer Verlag (sous la direction de Mirjam Fischer et David Lemaire, textes en français, allemand et anglais.

### Essais
- Georges Darien, essai, Sulliver, 1996[13],  (ISBN 978-2911199127).
- Inde Irae, en guise de préface à Belluaires & Porchers de Léon Bloy, Sulliver 1997.
- Ombre portée. Notes sur Louis Aragon et ceux qui l'ont élu, essai, Sulliver, 1999.
- Main morte, dans l'ouvrage collectif Le cadavre bouge encore, éditions Léo Scheer, 2002.
- La fête des cabanes, ill. Philippe Fretz, éd. art&fiction, 2016.
- Le remuement sans nombre, in Zaric, collectif (avec Erri de Luca, Michel Thévoz, Claude Reichler et Pierre Starobinski), éd. Actes Sud, 2019.
- Giono en habit de naufrage, in Giono, collectif (sous la direction d'Emmanuelle Lambert, préface J. M. G. Le Clézio, coéd. Mucem/Gallimard, 2019.
- Il faut un frère cruel au langage, éd. Héros-Limite, 2020.

### Traductions
- Jonathan Swift, Journal de Holyhead, Sulliver, 2002. Réédition Allia, 2009.
- Jonathan Swift, Correspondance avec le Scriblerus club, Allia, 2005.
- Dino Campana, Les Chants orphiques, Allia, 2006.

### Textes en revues
- Prédelle d'un retable perdu, Rouge déclic, no 1, 2010.
- Sydicat d'initiative, Secousse, no 1, juin 2010.
- Félix Vallotton, Le Magazine littéraire, no 538, décembre 2013.
- Désinvolture, Lexique nomade, Villa Gillet/Le Monde, 2014.
- Ravissement de Dis (Proses pour P. P. Rubens), Bozar, septembre 2014.
- Dans la vie brève et dans les jours sans fin, Assises internationales du roman 2014, Christian Bourgois, coll. Titre no 179, 2014.
- Un onagre (nouvelle), La Couleur des jours, no 14, printemps 2015.
- Le Grelot (nouvelle), Décapage, no 52, printemps 2015.
- Chute d'Icare (Sur Louis-René des Forêts), Le Matricule des Anges, no 164, juin 2015.
- Farid Imperator (nouvelle), L'Humanité, 1er septembre 2015.
- Le Royaume (Notes sur la peinture de Pascal Vinardel), La Nouvelle Revue française, Gallimard, Juillet 2016.

## Sur quelques livres

### La claire fontaine(2013)
Le récit accompagne Gustave Courbet, vieillissant, dans son exil en Suisse (1873-1877) : Genève, Neuchâtel, le Valais, Vevey, La Tour-de-Peilz.
L'atelier Courbet se reconstitue avec Cherubino Patà, Rapin, Cornu, les Ordinaire, pour produire de la peinture à vendre aux bourgeois : servir une honnête glandée d'idéal standard, qui lui coûtait une heure, et encore (p. 24).
L'installation à la maison du Bon-Port, la visite de sa sœur Juliette, de son père Régis, la présence de la Piémontaise, du couple Alexandre et Marie Morel, du dessinateur polonais Slom, les amis, les visiteurs (Marcello la sculptrice, Olga de Tallenay...), et tous les familiers, les anonymes...
Mais aussi le vin blanc, l'absinthe, la cirrhose, l'hydropisie, le procès de la Colonne.
C'est aussi surtout un retour sur l'ivresse de réalité du peintre, son besoin de conjurer par la peinture l'absurde du monde.

### Mourir et puis sauter sur son cheval(2016)
Le titre est une citation d'Ossip Mandelstam.
Le texte se présente comme une fiction issue d'une remarque de Georges Henein sur la mort par suicide, à Londres, en septembre 1945, d'une jeune artiste espagnole de 23 ans, Sonia Araquistáin (S. A.), fille d'un ancien ambassadeur de la République espagnole en Allemagne puis en France, Luis Araquistáin (1886-1959).
Le bref compte-rendu du concierge de l'immeuble est suivi, sur dix pages, par le récit concernant le père, qui finit par dérober son journal intime, supposé figurer tel quel dans les soixante dernières pages. Sonia y évoque son séjour à la Summerhill School durant quatre ans, de 14 à 19 ans, ses amours, ses rencontres avec Juan Negrín, le peintre Lucian Freud, le soldat canadien John Wyatt, le Blitz,  ses excursions à pied ou en autobus, ses visions, ses lectures, son désir de maladie, sa folie : amour, dévoration, murène, porcherie, clitoris, lapin, poule, lapin, chrysalide, sangsue...
Je suis une jonchée de feuilles (p. 47). Puis l'atelier, où elle peut dessiner, réaliser des collages, des montages, se reconstruire ou...

### Relever les déluges(2017)
Farid Imperator . Parme, 1248, Frédéric, 53 ans, né en public à Ancône, de Constance et de Henri VI le Cruel, petit-fils de Barberousse et de Roger de Hauteville, tient le siège de la ville, et crée sa propre ville, "Victoria". Couronné à quatre ans, à Palerme à huit ans, récupéré par les hommes du pape à douze ans, majeur à quatorze ans, et déjà roi de Sicile et marié à Constance d'Aragon, il est déjà une légende, on l'appelle Federico ! Féfé ! Farid ! Il parle 7 à 9 langues, il a ouvert le monde. Et ce matin, il part à la chasse à la bernache...
Mirabel : Saint-Jean-du-Désert (Marseille), 1726. Honoré Mirabel, natif du Pertuis, valet de ferme à la bastide Sarturau, pas si bien logé avec l'autre valet, Bernard, et les deux Joseph, ouvriers à la tuilerie. Une nuit, couché sous le jeune amandier qui marque la limite des bastides, il voit de la lumière à la bastide Audibert, il y va, croit voir un revenant, entendre une voix : Creuse là ! Mon trésor !.... Rescapé du tremblement de terre de 1708 de Manosque, de l'hiver atroce de 1709, de la peste, il y a de quoi rêver. Il prend information auprès de Bernard, de maîtresse Madeleine Caillot. Il creuse et trouve ledit trésor, et le dissimule. Puis il commence à faire le couillon, à trop parler, trop boire : Louis Auquier, Barthélemy... Avant de partir aux galères, il peut le déire : de ce trésor, on a eu le meilleur.
Le grelot : Espagne, 1936-1939. Miguel Samper, originaire de la Meseta (La Manche (province historique d'Espagne)), petite formation au village à église-poulailler et curé-sur-son-âne, occupe de petits emplois de maçon, charpentier, couvreur, bête de somme de cantonnier. En 1936, au coup d'état militaire, il rejoint l'armée populaire républicaine, et à Madrid puis Tolède, il fait le terrassier, à manier la pelle, à creuser des tranchées : autant d'avenir qu'une charrette, même s'il découvre la mixité sociale. En permission à Valence, il comprend qu'en face aussi beaucoup de paysans pauvres et de petits artisans sont embarqués, et que chez nous il y a beaucoup trop de commissaires politiques, invasifs, inquisitoriaux. En phase de débandade ou de repli, il fuit, et se blesse la jambe en montagne. Il est recueilli et soigné par un berger et sa famille dans une panse de pierre. Il reprend la route, monte dans un camion communiste, est interrogé, emprisonnée, battu. Au premier bombardement, il s'enfuit, rejoint la troupe des fuyards de la Seconde République vers Figueras. Il se retrouve au camp d'Argelès...
Un onagre : Marseille, années 2010. Denis, habitué aux toits, arbres, haubans, vergues, découvre le vertige, et redescend sur terre. Avec Mario, Hassan, Mathilde, Pierrot, Franck, Manu, Thomas, Gabriella, et d'autres, dans un groupe informel d'anars, il participe à des interventions, à Marseille : récupération individuelle ou collective, occupation d'un bateau-restaurant, manifestations... Avec tous les risques de répression policière ou extra-policière...